# Lijst van voetbalinterlands Ecuador - Verenigde Staten
Deze lijst van voetbalinterlands is een overzicht van alle officiële voetbalwedstrijden tussen de nationale teams van Ecuador en de Verenigde Staten. De landen speelden tot op heden vijftien keer tegen elkaar. De eerste ontmoeting, een vriendschappelijke wedstrijd, vond plaats in Hempstead op 30 november 1984. Het laatste duel, eveneens een vriendschappelijke wedstrijd, werd gespeeld op 21 maart 2019 in Orlando.

## Wedstrijden
| №  | Plaats        | Datum            | Competitie              | Wedstrijd                  | Uitslag |
| -- | ------------- | ---------------- | ----------------------- | -------------------------- | ------- |
| 1  | Hempstead     | 30 november 1984 | Vriendschappelijk       | Verenigde Staten – Ecuador | 0 – 0   |
| 2  | Miami         | 2 december 1984  | Vriendschappelijk       | Verenigde Staten – Ecuador | 2 – 2   |
| 3  | Albuquerque   | 7 juni 1988      | Vriendschappelijk       | Verenigde Staten – Ecuador | 0 – 1   |
| 4  | Houston       | 10 juni 1988     | Vriendschappelijk       | Verenigde Staten – Ecuador | 0 – 2   |
| 5  | Dallas        | 12 juni 1988     | Vriendschappelijk       | Verenigde Staten – Ecuador | 0 – 0   |
| 6  | Quito         | 19 juni 1993     | Copa América 1993       | Ecuador – Verenigde Staten | 2 – 0   |
| 7  | Baltimore     | 7 augustus 1997  | Vriendschappelijk       | Verenigde Staten – Ecuador | 0 – 1   |
| 8  | Columbus      | 7 juni 2001      | Vriendschappelijk       | Verenigde Staten – Ecuador | 0 – 0   |
| 9  | Birmingham    | 10 maart 2002    | Vriendschappelijk       | Verenigde Staten – Ecuador | 1 – 0   |
| 10 | Tampa         | 25 maart 2007    | Vriendschappelijk       | Verenigde Staten – Ecuador | 3 – 1   |
| 11 | Harrison      | 11 oktober 2011  | Vriendschappelijk       | Verenigde Staten – Ecuador | 0 – 1   |
| 12 | East Hartford | 10 oktober 2014  | Vriendschappelijk       | Verenigde Staten – Ecuador | 1 – 1   |
| 13 | San Francisco | 25 mei 2016      | Vriendschappelijk       | Verenigde Staten – Ecuador | 1 – 0   |
| 14 | Seattle       | 17 juni 2016     | Copa América Centenario | Verenigde Staten – Ecuador | 2 – 1   |
| 15 | Orlando       | 21 maart 2019    | Vriendschappelijk       | Verenigde Staten – Ecuador | 1 – 0   |

## Samenvatting
| Competitie        | Totaal gespeeld | Winst Ecuador | Gelijk | Winst Verenigde Staten | Doelsaldo Ecuador – Verenigde Staten |
| ----------------- | --------------- | ------------- | ------ | ---------------------- | ------------------------------------ |
| Copa América      | 2               | 1             | 0      | 1                      | 3 − 2                                |
| Vriendschappelijk | 13              | 4             | 5      | 4                      | 9 − 9                                |
| Totaal            | 15              | 5             | 5      | 5                      | 12 − 11                              |

Wedstrijden bepaald door strafschoppen worden, in lijn met de FIFA, als een gelijkspel gerekend.

## Details

### Eerste ontmoeting
| Vriendschappelijk (Hempstead, Verenigde Staten, 30 november 1984):                                                                                                 |              | |
| Verenigde Staten | 0 – 0        | Ecuador |
| | goals        | |
| Alkis Panagoulias | bondscoach   | Antoninho Ferreira |
| Winston DuBose Bill Crook Paul Caligiuri Mike Windischmann Mike Jeffries Michael Fox Chico Borja ??' Jacques LaDouceur ??' Amr Aly Steve Sharp ??' Jeff Hooker ??' | opstellingen | Israel Rodríguez Flavio Perlaza Orly Klinger Luis Preciado Hans Maldonado ??' José Villafuerte Carlos Torres Garcés José Elías de Negri ??' Fernando Baldeón ??' Lupo Quiñónez Hermen Benítez |
| Andy Papoulias ??' Sonny Askew ??' John Kerr ??' Michael Brady ??'                                                                                                 | wissels      | ??' Hamilton Cuvi ??' Jorge Vinicio Ron ??' José Vicente Moreno |
| - Debuut van Mike Windischmann voor de Verenigde Staten. |              | |

### Tweede ontmoeting
| Vriendschappelijk (Miami, Verenigde Staten, 2 december 1984): |              | |
| Verenigde Staten | 2 – 2        | Ecuador |
| Jacques LaDouceur ??' Steve Sharp ??' | goals        | ??' Hermen Benítez ??' Hamilton Cuvi |
| Alkis Panagoulias | bondscoach   | Antoninho Ferreira |
| Winston DuBose ??' Brian Bliss Eddie Hawkins ??' Mike Windischmann Paul Caligiuri Michael Fox Amr Aly Sonny Askew ??' Jacques LaDouceur ??' Steve Sharp Jeff Hooker ??' | opstellingen | Israel Rodríguez Flavio Perlaza Orly Klinger Luis Preciado Hans Maldonado ??' José Villafuerte José Elías de Negri ??' Hermen Benítez Fernando Baldeón Lupo Quiñónez Hamilton Cuvi |
| Jamie Swanner ??' Dave Cayemitte ??' John Kerr ??' Andy Papoulias ??' Michael Brady ??'                                                                                 | wissels      | ??' Carlos Torres Garcés ??' Jorge Vinicio Ron |

### Derde ontmoeting
| Vriendschappelijk (Albuquerque, Verenigde Staten, 7 juni 1988):                                                                                                 |              | |
| Verenigde Staten | 0 – 1        | Ecuador |
| | goals        | ??' Álex Aguinaga |
| Lothar Osiander | bondscoach   | Dušan Drašković |
| Tony Meola John Diffley Marcelo Balboa Donald Cogsville 46' Steve Trittschuh Hernan Borja Ted Gillen 90' Michael Fox Michael Collins 63' Frank Klopas John Kerr | opstellingen | Carlos Luis Morales 53' Tulio Quinteros Byron Tenorio Hólger Quiñónez Luis Capurro 85' Pablo Marín 80' Álex Aguinaga Wilson Macías Hamilton Cuvi Raúl Avilés Carlos Muñoz |
| Neil Covone 46' Eric Eichmann 63' Kevin Grimes 90' | wissels      | 53' Kléber Fajardo 80' José Guerrero 85' Raúl Noriega |
| - Debuut van Byron Tenorio voor Ecuador. |              | |

### Vierde ontmoeting
| Vriendschappelijk (Houston, Verenigde Staten, 10 juni 1988): |              | |
| Verenigde Staten | 0 – 2        | Ecuador |
| | goals        | ??' Álex Aguinaga ??' Carlos Muñoz |
| Lothar Osiander | bondscoach   | Dušan Drašković |
| David Vanole Steve Trittschuh Marcelo Balboa Mike Windischmann Jim Gabarra Rick Davis Eric Eichmann Bruce Murray Frank Klopas 65' George Pastor 46' Peter Vermes | opstellingen | Héctor Chiriboga 46' Kléber Fajardo Byron Tenorio Hólger Quiñónez Luis Capurro Pablo Marín 46' Pietro Marsetti Wilson Macías 46' Nelson Guerrero 46' Edgar Dominguez Carlos Muñoz |
| Robin Fraser 46' John Diffley 65' | wissels      | 46' Tulio Quinteros 46' Hamilton Cuvi 46' Raúl Noriega 46' Álex Aguinaga |
| - Debuut van Raúl Noriega en Nelson Guerrero voor Ecuador. |              | |

### Vijfde ontmoeting
| Vriendschappelijk (Dallas, Verenigde Staten, 12 juni 1988):                                                                                                  |              | |
| Verenigde Staten | 0 – 0        | Ecuador |
| | goals        | |
| Lothar Osiander | bondscoach   | Dušan Drašković |
| Jeff Duback Steve Trittschuh Mike Windischmann 55' Paul Krumpe Rick Davis Michael Fox 77' Brian Bliss 55' Bruce Murray Jim Gabarra Joe Kirk 71' Peter Vermes | opstellingen | Carlos Luis Morales Tulio Quinteros Kléber Fajardo Hólger Quiñónez Luis Capurro Raúl Noriega Nelson Guerrero Edgar Dominguez Álex Aguinaga Raúl Avilés 82' Hamilton Cuvi |
| Marcelo Balboa 55' John Diffley 55' Eric Eichmann 71' Robin Fraser 77'                                                                                       | wissels      | 82' Pietro Marsetti |

### Zesde ontmoeting
| Copa América 1993 (Quito, Ecuador, 19 juni 1993): |              | |
| Ecuador | 2 – 0        | Verenigde Staten |
| Raúl Avilés 9' Eduardo Hurtado 37' | goals        | |
| Dušan Drašković | bondscoach   | Bora Milutinović |
| Jacinto Espinoza Luis Capurro Jimmy Montanero Héctor Carabalí Raúl Noriega 40' Carlos Muñoz Nixon Carcelén Álex Aguinaga Ángel Fernández Eduardo Hurtado Raúl Avilés 64' | opstellingen | Brad Friedel Fernando Clavijo John Doyle Cle Kooiman Mike Lapper Jeff Agoos Alexi Lalas Cobi Jones 69' Chris Henderson Tab Ramos 60' Bruce Murray |
| Byron Tenorio 40' José Gavica 64' | wissels      | 60' Jean Harbor 69' Dominic Kinnear |

### Zevende ontmoeting
| Vriendschappelijk (Baltimore, Verenigde Staten, 7 augustus 1997): |              | |
| Verenigde Staten | 0 – 1        | Ecuador |
| | goals        | 83' Wellington Sánchez |
| Steve Sampson | bondscoach   | Francisco Maturana |
| Brad Friedel Greg Vanney Robin Fraser Thomas Dooley Mark Santel Brian Maisonneuve 66' Martin Vasquez Mark Chung 59' Tab Ramos Predrag Radosavljevic Roy Lassiter 83' | opstellingen | José Cevallos Wagner Rivera Ulises de la Cruz Eduardo Smith Luis Capurro Alberto Montaño Jimmy Blandón José Gavica Wellington Sánchez Edison Maldonado Ariel Graziani |
| Chris Henderson 59' Steve Ralston 66' Frankie Hejduk 83' | wissels      | |
| Mark Santel ??' | gele kaarten | ??' Wellington Sánchez ??' Wagner Rivera ??' Edison Maldonado |

### Achtste ontmoeting
| Vriendschappelijk (Columbus, Verenigde Staten, 7 juni 2001): |              | |
| Verenigde Staten | 0 – 0        | Ecuador |
| | goals        | |
| Bruce Arena | bondscoach   | Hernán Darío Gómez |
| Brad Friedel Mike Petke Robin Fraser Gregg Berhalter 46' Steven Cherundolo 71' John O'Brien Tony Sanneh 62' Eddie Lewis Claudio Reyna Jovan Kirovski Joe-Max Moore | opstellingen | Oswaldo Ibarra Ulises de la Cruz Iván Hurtado Giovanny Espinoza Raúl Guerrón Juan Francisco Aguinaga 63' Wellington Sánchez Cléber Chalá Edison Méndez Edwin Tenorio Agustín Delgado |
| Pablo Mastroeni 46' Joe Enochs 62' 90+1' John Thorrington 71' Richie Williams 90+1'                                                                                | wissels      | 63' Walter Ayoví |
| Tony Sanneh 50' Jovan Kirovski 83' | gele kaarten | 64' Edwin Tenorio 84' Raúl Guerrón |
| - Debuut van Pablo Mastroeni voor de Verenigde Staten. - Debuut van Walter Ayoví voor Ecuador.                                                                     |              | |

### Negende ontmoeting
| Vriendschappelijk (Birmingham, Verenigde Staten, 10 maart 2002):                                                                                        |              | |
| Verenigde Staten | 1 – 0        | Ecuador |
| Eddie Lewis 21' | goals        | |
| Bruce Arena | bondscoach   | Hernán Darío Gómez |
| Tim Howard Richard Mulrooney Carlos Llamosa Gregg Berhalter Jeff Agoos Cobi Jones 82' Chris Armas Landon Donovan Eddie Lewis Clint Mathis Brian McBride | opstellingen | José Cevallos Edison Méndez Augusto Poroso Raúl Guerrón Marlon Avoyí Giovanny Espinoza Edwin Tenorio 66' Cléber Chalá Alfonso Obregón Nicolás Asencio Carlos Tenorio |
| Brian West 82' | wissels      | 66' Luis Gómez |
| Landon Donovan 50' | gele kaarten | 9' Edwin Tenorio 39' Edison Méndez 73' Augusto Poroso |
| Clint Mathis 39', 58' | rode kaarten | |

### Tiende ontmoeting
| Vriendschappelijk (Tampa, Verenigde Staten, 25 maart 2007): |              | |
| Verenigde Staten | 3 – 1        | Ecuador |
| Landon Donovan 1' Landon Donovan 66' Landon Donovan 67' | goals        | 11' Felipe Caicedo |
| Bob Bradley | bondscoach   | Luis Fernando Suárez |
| Tim Howard Jimmy Conrad Oguchi Onyewu Steven Cherundolo 80' Carlos Bocanegra Benny Feilhaber DaMarcus Beasley 83' Landon Donovan 90' Clint Dempsey 80' Brian Ching 73' Eddie Johnson 46' | opstellingen | Rorys Aragón 90' Neicer Reasco Giovanny Espinoza 78' Iván Hurtado Antonio Valencia Ulises de la Cruz 64' Luis Caicedo Edison Méndez Segundo Castillo 78' Carlos Tenorio 72' Felipe Caicedo |
| Michael Bradley 46' Taylor Twellman 73' Brian Mullan 80' Jonathan Spector 80' Justin Mapp 83' Brian Carroll 90'                                                                          | wissels      | 46' Luis Saritama 72' Edmundo Zura 78' Félix Borja 78' Jorge Guagua 90' Óscar Bagüí |
| Benny Feilhaber 22' | gele kaarten | 16' Giovanny Espinoza 18' Ulises de la Cruz |

### Elfde ontmoeting
| Vriendschappelijk (Harrison, Verenigde Staten, 11 oktober 2011): |              | |
| Verenigde Staten | 0 – 1        | Ecuador |
| | goals        | 79' Jaime Ayoví |
| Jürgen Klinsmann | bondscoach   | Reinaldo Rueda |
| Tim Howard Daniel Williams 65' Oguchi Onyewu Steven Cherundolo 46' Carlos Bocanegra 72' Brek Shea 46' Maurice Edu 46' Clint Dempsey Timothy Chandler Kyle Beckerman Jozy Altidore 46' | opstellingen | Máximo Banguera Eduardo Morante Frickson Erazo Gabriel Achilier 63' Antonio Valencia 60' Jefferson Montero 69' Edison Méndez Segundo Castillo Walter Ayoví 86' Michael Arroyo 90' Cristian Benítez |
| Jonathan Spector 46' Michael Bradley 46' DaMarcus Beasley 46' Juan Agudelo 46' Edson Buddle 65' Tim Ream 72'                                                                          | wissels      | 60' Jaime Ayoví 63' Christian Suárez 69' Luis Saritama 86' Juan Carlos Paredes 90' Jayro Campos |
| Carlos Bocanegra 62' | gele kaarten | 87' Luis Saritama 88' Jaime Ayoví |

### Veertiende ontmoeting
| Copa América Centenario (Seattle, Verenigde Staten, 17 juni 2016): |              | |
| Verenigde Staten | 2 – 1        | Ecuador |
| Clint Dempsey 22' Gyasi Zardes 66' | goals        | 74' Michael Arroyo |
| Jürgen Klinsmann | bondscoach   | Gustavo Quinteros |
| Brad Guzan Matt Besler John Anthony Brooks Geoff Cameron Fabian Johnson Michael Bradley Clint Dempsey 74' Alejandro Bedoya 81' Jermaine Jones Bobby Wood Gyasi Zardes 90' | opstellingen | Alexander Domínguez Arturo Mina Frickson Erazo 82' Juan Carlos Paredes 62' Christian Noboa Jefferson Montero Walter Ayoví Michael Arroyo Antonio Valencia 72' Carlos Gruezo Enner Valencia |
| Kyle Beckerman 74' Graham Zusi 81' Steve Birnbaum 90' | wissels      | 62' Fernando Gaibor 72' Cristian Ramírez 82' Jaime Ayoví |
| Bobby Wood 53' Alejandro Bedoya 73' Brad Guzan 84' | gele kaarten | 64' Juan Carlos Paredes |
| Jermaine Jones 51' | rode kaarten | ??', 51' Antonio Valencia |

FEF · A-internationals · Bondscoaches · Selecties · Statistieken · Ecuadoraans vrouwenelftal · Olympisch elftal · Ecuador U21 · Ecuador U20 · Ecuador U18 · Ecuador U17
1938 – 1949 ·
1950 – 1959 ·
1960 – 1969 ·
1970 – 1979 ·
1980 – 1989 ·
1990 – 1999 ·
2000 – 2009 ·
2010 – 2019 ·
2020 − 2029
WK 2002 · 
WK 2006 · 
WK 2014
1938 · 
1939 · 
1940 · 
1941 · 
1942 · 
1943 · 1944 · 
1945 · 
1946 · 
1947 · 
1948 · 
1949 · 
1950 · 1951 · 1952 · 
1953 · 
1954 · 
1955 · 
1956 · 
1957 · 
1958 · 
1959 · 
1960 · 
1961 · 1962 · 
1963 · 
1964 · 
1965 · 
1966 · 
1967 · 1968 · 
1969 · 
1970 · 
1971 · 
1972 · 
1973 · 
1974 · 
1975 · 
1976 · 
1977 · 
1978 · 
1979 · 
1980 · 
1981 · 
1982 · 
1983 · 
1984 · 
1985 · 
1986 · 
1987 · 
1988 · 
1989 · 
1990 · 
1991 · 
1992 · 
1993 · 
1994 · 
1995 · 
1996 · 
1997 · 
1998 · 
1999 · 
2000 · 
2001 · 
2002 · 
2003 · 
2004 · 
2005 · 
2006 · 
2007 · 
2008 · 
2009 · 
2010 · 
2011 · 
2012 · 
2013 · 
2014 · 
2015 · 
2016 · 
2017 ·
2018 ·
2019 ·
2020 ·
2021 ·
2022
Argentinië ·
Armenië ·
Australië ·
Bolivia · 
Brazilië ·
Bulgarije ·
Canada ·
Chili ·
Colombia ·
Costa Rica ·
Cuba ·
Denemarken ·
DDR ·
Duitsland ·
El Salvador ·
Engeland ·
Estland ·
Finland ·
Frankrijk ·
Griekenland ·
Guatemala ·
Haïti ·
Honduras ·
Ierland ·
Irak ·
Iran ·
Italië ·
Jamaica ·
Japan ·
Joegoslavië ·
Jordanië ·
Kaapverdië ·
Koeweit ·
Kroatië · 
Libanon ·
Mexico ·
Nederland ·
Nigeria ·
Noord-Macedonië ·
Oeganda ·
Oman ·
Panama ·
Paraguay ·
Peru ·
Polen ·
Portugal ·
Qatar ·
Roemenië ·
Saoedi-Arabië ·
Schotland ·
Senegal ·
Spanje ·
Trinidad en Tobago ·
Turkije · 
Uruguay ·
Venezuela ·
Verenigde Staten ·
Wit-Rusland ·
Zambia ·
Zuid-Afrika ·
Zuid-Korea ·
Zweden ·
Zwitserland
Costa Rica (2006) · 
Duitsland (2006) · 
Engeland (2006) · 
Frankrijk (2014) · 
Honduras (2014) · 
Nederland (2022) · 
Polen (2006) · 
Qatar (2022) · 
Zwitserland (2014)
USSF · A-internationals · Selecties · Bondscoaches · Amerikaans vrouwenelftal · Olympisch elftal · USA -21 · USA -20 · USA -19 · USA -18 · USA -17
1885 – 1919 · 
1920 – 1929 · 
1930 – 1939 · 
1940 – 1949 · 
1950 – 1959 · 
1960 – 1969 · 
1970 – 1979 · 
1980 – 1989 · 
1990 – 1999 · 
2000 – 2009 · 
2010 – 2019 ·
2020 − 2029
CA 1993 · 
CA 1995 · 
CA 2007 · 
CA 2016
CC 1992 · 
CC 1999 · 
CC 2003 · 
CC 2009
WK 1930 · 
WK 1934 · 
WK 1950 · 
WK 1990 · 
WK 1994 · 
WK 1998 · 
WK 2002 · 
WK 2006 · 
WK 2010 · 
WK 2014
OS 1904 · 
OS 1924 · 
OS 1928 · 
OS 1936 · 
OS 1948 · 
OS 1952 · 
OS 1956 · 
OS 1972 · 
OS 1984 · 
OS 1988 · 
OS 1992 · 
OS 1996 · 
OS 2000 · 
OS 2008
Algerije ·
Antigua en Barbuda ·
Argentinië ·
Armenië ·
Australië ·
Azerbeidzjan ·
Barbados ·
België ·
Belize ·
Bermuda ·
Bolivia ·
Bosnië en Herzegovina ·
Brazilië ·
Canada ·
Chili ·
China ·
Colombia ·
Costa Rica ·
Cuba ·
Curaçao ·
Denemarken ·
DDR ·
Duitsland ·
Ecuador ·
Egypte ·
El Salvador ·
Engeland ·
Estland ·
Finland ·
Frankrijk ·
Ghana ·
GOS ·
Grenada ·
Griekenland ·
Guatemala ·
Guyana ·
Haïti ·
Honduras ·
Hongarije ·
Ierland ·
IJsland ·
Iran ·
Israël ·
Italië ·
Ivoorkust ·
Jamaica ·
Japan ·
Joegoslavië ·
Kaaimaneilanden ·
Kameroen ·
Koeweit ·
Letland ·
Liechtenstein ·
Luxemburg ·
Malta ·
Marokko ·
Martinique ·
Mexico ·
Moldavië ·
Nederland ·
Nederlandse Antillen ·
Nicaragua ·
Nieuw-Zeeland ·
Nigeria ·
Noord-Ierland ·
Noord-Korea ·
Noord-Macedonië ·
Noorwegen ·
Oekraïne ·
Oezbekistan ·
Oman ·
Oostenrijk ·
Panama ·
Paraguay ·
Peru ·
Polen ·
Portugal ·
Puerto Rico ·
Qatar ·
Roemenië ·
Rusland ·
Saint Kitts en Nevis ·
Saint Vincent en de Grenadines ·
Saoedi-Arabië ·
Schotland ·
Servië ·
Slovenië ·
Slowakije ·
Sovjet-Unie ·
Spanje ·
Thailand ·
Trinidad en Tobago ·
Tsjechië ·
Tsjecho-Slowakije ·
Tunesië ·
Turkije ·
Uruguay ·
Venezuela ·
Wales ·
Zuid-Afrika ·
Zuid-Korea ·
Zweden ·
Zwitserland
Algerije (2010) ·
België (2014) ·
Brazilië (2009, 2) ·
Duitsland (2014) ·
Engeland (2010) ·
Ghana (2006) · 
Ghana (2014) · 
Italië (2006) · 
Nederland (2022) ·
Portugal (2014) ·
Slovenië (2010) ·
Tsjechië (2006)